# Scopolijev zlatook
Scopolijev zlatook (znanstveno ime Lopinga achine) je dnevni metulj iz družine pisančkov, ki leta med junijem in avgustom.

## Opis
Scopolijev zlatook meri preko kril med 43 in 55 mm. Slovensko ime je dobil po zdravniku in naravoslovcu Giovanniju Antoniu Scopoliju, ki je vrsto prvi opisal in ji dal znanstveno ime. Del imena, zlatook, je metulj dobil zaradi vrste očesom podobnih lis, ki jih ima ta metulj na spodnji strani kril. Najpogosteje se ti metulji zadržujejo po grmovju in drevesih na gozdnih obronkih in na gozdnih jasah, kjer uspevajo trave iz rodu glota, katerih listi so glavna hrana njegovih gosenic. Ta vrsta je v Sloveniji zavarovana, v Evropski uniji pa so jo spoznali za potrebno strogega varstva.
- Lopinga achine ♂
- Lopinga achine ♂   △